# Sonar Bistro
A Sonar Bistro magyar trip-pop együttes. 2012-ben alakult Budapesten. Zenéjük a trip-hop és pop műfajok elemeit vegyíti.

## Történet

### Kezdetek
Az első demofelvételeket (Alvás nélkül, Paranormália, Ott jártam) Hollós Bence és Tóth Tibor rögzítették 2007-ben. A dalok pár évig feledésbe merültek, majd 2010-ben újabb szerzemények (Helyesbítés, Időn túl, Kérhetek) alapjait készítették él. Ebben az évben csatlakozott az ekkor még névtelen formációhoz Barnicskó Vali, Csallóközi József és Ádám Péter, 2011-ben pedig Sáfrány Áron. Zenekarrá 2012. január 4-én váltak, nem sokkal az első nagylemezük elkészülte előtt.
2016-ban a formáció átalakult: Ádám Péter és Tóth Tibor producerpárossá, szüneteltek az élő fellépések és csak stúdiófelvételek láttak napvilágot 

### Helyesbítés (LP)
A nagylemez munkálatai 2010. december 29-én kezdődtek és 2012. május 2-án fejeződtek be, publikálásra 2012. május 27-én került szerzői kiadásban. Mivel billentyűse ekkor még nem volt a zenekarnak, a felvételeken a meglévő tagokon kívül Vági Tamás játszott.
A Kérhetek című dalhoz videóklip készült, amelynek a belső jeleneteit a Godot Dumaszínházban forgatták. A legsikeresebb dal a lemezről az Ott jártam lett, amelyet több rádió is műsorra tűzött.

#### Lemezbemutató és bemutatkozó koncert
A Sonar Bistro első koncertjét 2012. szeptember 8-án a Cökszpon Ambient Café-ban adta, ekkorra már lett a zenekarnak zongoristája is Szilágyi Roland személyében. A koncerten a közönség bevonásával rögzült a zenekar második klipjének alapanyaga, a mobiltelefonokkal felvett képanyagból október 20-ára készül el az Ott jártam című dalhoz tartozó videó.

### Másfele (EP)
2014. szeptember 22-én jelent meg a Sonar Bistro második nagylemezének első fele, a WMMD forgalmazásában. Az albumon közreműködött Vókó Péter (percussion), illetve Vági Tamás (melodica) is. 
Sonar Bistro – Merülés (Videoclip)

### Felemás (EP)
2015. november 4-én jelent meg a Sonar Bistro második nagylemezének második fele, a WMMD forgalmazásában. Az albumon közreműködött Schober Andor (vokál). 
Sonar Bistro – Csendben élek (Videoclip)

### Girls' Night Out vol1. (EP)
2018. május 22-én jelent meg a producer párosként létező Sonar Bistro legújabb EP-je, a WMMD forgalmazásában. Az albumon énekesként közreműködött Jónás Vera, Szélinger 'CéAnne' Anna, P. Molnár Viktória, Bardon Ivett és Nagy Gerda, valamint Schober Andor vokálozott és Katók István szaxofonozott. 
Sonar Bistro ft. Jónás Vera – Open Up (Videoclip)

### Girls' Night Out vol2. (EP)
2019. augusztus 15-én jelent meg a Girls' Night Out folytatása a WMMD forgalmazásában. Az albumon énekesként közreműködött Iván Szandra (Ruby Harlem), Gereben Zita, Lilienn, Sóti Juli valamint trombitán Görögh Dani és pozanon Vajay Laci. 
Sonar Bistro – Revolution (Videoclip)

### húszhúsz (EP)
2021. őszén jelent meg a karaténban íródott és arról szóló dalcsokor, a WMMD forgalmazásában. Ezen a lemezen már csak Bardon Ivett hangját hallhatja a közönség, de közreműködött Görgh Dani trombitán és Pásztor Ákos szaxofonon. 
Sonar Bistro - Veled vagyok (official audio)

## Tagok
- Ádám Péter – producer, gitár
- Bardon Ivett – ének
- Csallóközi József – dob
- Roza Tamás – billentyű
- Tóth Tibor – producer, basszusgitár

### Korábbi tagok
- Barnicskó Vali – ének, vokál
- Hollós Bence – gitár
- Potesz Tamás – billentyű
- Sáfrány Áron (DJ Crocus) – scratch
- Szélinger Anna (CéAnne) – ének, vokál
- Szilágyi Roland – billentyű

## Lemezek
- húszhúsz (EP, 2021) szerzői kiadás
- Girls' Night Out vol2. (EP, 2019) szerzői kiadás
- Girls' Night Out vol1. (EP, 2018) szerzői kiadás
- Felemás (EP, 2015) szerzői kiadás
- Másfele (EP, 2014) szerzői kiadás
- Helyesbítés (2012) szerzői kiadás